# El Ouricia
El Ouricia (în arabă الوريسية) este o comună din provincia Sétif, Algeria.
Populația comunei este de 18.087 de locuitori (2008).